# Enhydris gyii
Enhydris gyii is een slang die behoort tot de familie waterdrogadders (Homalopsidae). De soort werd voor het eerst wetenschappelijk beschreven door John C. Murphy, Harold Knight Voris en Mark Auliya in 2005. 

## Naamgeving en taxonomie
De wetenschappelijke soortnaam gyii is vernoemd naar de Birmese herpetoloog Ko Ko Gy, die zich veel heeft beziggehouden met onderzoek naar de indeling van de slangen. 
Een bijzonderheid is dat de soort al in 1897 werd ontdekt, maar de onderzoekers dachten dat het een andere, al bekende slangensoort betrof. Nadat de ontdekkers van Enhydris gyii in musea zochten naar geconserveerde exemplaren bleek dat sommige exemplaren van de soort Enhydris doriae, die sterk op Enhydris gyii lijkt, tot de soort Enhydris gyii behoorden.

## Uiterlijke kenmerken
De lengte van twee aangetroffen vrouwtjes betrof 64 en 76 cm, maar een echt gemiddelde is hieruit niet af te leiden. De kop is duidelijk te onderscheiden van de nek, de basiskleur van de twee tot nu toe aangetroffen exemplaren is bruingrijs aan de bovenzijde, en roodbruin aan de onderzijde van de flanken en de buik. De kleuren lopen niet in elkaar over maar steken wat af, over het hele lijf is een iriserende glans aanwezig.
Een zeer opmerkelijk feit is dat de slang van kleur zou kunnen veranderen. Dit is nog niet goed onderzocht, maar werd per toeval ontdekt doordat een exemplaar in een donkere emmer werd gezet. Enige tijd later werd de slang er weer uit gehaald, en bleek het dier 'bijna wit te zijn geworden'. Er is wel eerder beschreven dat sommige slangen iets van kleur kunnen veranderen, maar lang niet zo snel als de hagedissen uit de familie kameleons en veel gekko's en kennelijk Enhydris gyii.

## Levenswijze
De soort is tot zover alleen aangetroffen in het Kapuas-bassin in Kalimantan op het eiland Borneo. Het klimaat hier is zeer regenachtig, de slang prefereert waarschijnlijk biotopen aan het water, maar zeker is dat niet. Over de levenswijze, voedingsgewoonten en de voortplanting is nog niets bekend. 